# 목성질량
목성질량(木星質量, 영어: Jupiter mass, MJup 또는 M♃, MJ)은 질량의 단위로 태양계 행성 목성 1개의 질량과 같은 값이다. 이 값은 목성 본체 질량 하나만을 의미하거나 목성의 위성들까지 합친 목성계 전체의 질량을 의미할 수도 있다. 목성은 단연코 태양계에서 가장 질량이 큰 행성이다. 그 값은 목성을 뺀 태양계 내 나머지 행성들을 모두 합친 질량의 대략 2.5배에 이른다.
목성질량은 태양계 외행성이나 외계 행성처럼 목성과 유사한 크기를 지닌 천체들의 질량을 표현하는 데 일반적으로 사용하는 단위이다. 갈색왜성의 질량을 표시하는 데에 사용하기도 한다.

## 현재 가장 정확한 추산값
현재 가장 정확한 것으로 보이는 목성의 질량값은 1 898 130 요타그램 또는 다음과 같이 표시할 수 있다.
{\displaystyle M_{\mathrm {J} }=(1.89813\pm 0.00019)\times 10^{27}{\text{ kg}}.}
이 값은 태양질량의 대략 1⁄1000배 또는 태양질량의 약 0.1%로 다음과 같이 표시할 수 있다.
{\displaystyle M_{\mathrm {J} }={\frac {1}{1047.348644\pm 0.000017}}M_{\odot }\approx (9.547919\pm 0.000002)\times 10^{-4}M_{\odot }.}
목성의 질량은 지구의 약 318배로 정확한 값은 아래와 같다.
{\displaystyle M_{\mathrm {J} }=3.1782838\times 10^{2}M_{\oplus }.}

## 값의 의미
목성의 질량은 태양계 내 나머지 행성들 전부를 합친 것보다 2.5배 크다. 이렇게 큰 질량 때문에 목성과 태양의 질량 중심은 태양의 중심으로부터 태양반경의 1.068배 지점, 다시 말해 태양 본체 바깥에 존재한다.
목성의 질량은 태양계의 여타 천체들에 비해 너무 크기 때문에 지구의 달과 같은 위성들의 궤도나 명왕성과 같은 천체들의 정확한 공전 궤도를 계산하려면 목성의 중력이 미치는 효과를 포함시켜야 한다.
이론적 모형에 따르면 만약 목성이 지금보다 질량이 훨씬 크다면, 목성의 대기는 붕괴하여 행성은 쭈그러들 것이다. 질량이 약간 변하면 반지름은 뚜렷하게 바뀌지 않을 것이다. 그러나 지구질량의 500배(또는 목성질량의 1.6배)를 넘어가는 지점부터 행성 내부는 압력이 증가하면서 엄청나게 압축되어 물질의 양이 늘어남에도 불구하고 부피가 줄어들 것이다. 이상의 이론으로 볼 때 목성의 반지름은 그 조성물과 진화 역사로부터 나올 수 있는 최대한의 크기로 보인다. 질량이 커질수록 천체의 부피가 줄어드는 과정은, 목성질량 50배 정도의 고질량 갈색왜성처럼 천체 내부에서 일정 수준의 발화(發火)가 일어날 때까지 계속된다. 목성이 수소를 융합하여 항성이 되려면 현재 질량의 75배가 필요하다.

## 중력 상수
목성질량은 목성 중력 상수(GMJ)를 중력 상수 G로 나누어 구할 수 있다. 목성, 지구, 태양과 같은 천체들의 GM 값은 G나 M 값보다 더 정확하게 밝혀져 있어서 천문학자들은 보통 질량값보다 중력 상수를 언급하는 것을 선호한다. 상기 GM 값들은 여타 천체들에 대한 목성의 질량비를 계산하는 데 사용된다.
2015년 국제천문연맹은 측정 정확도가 개선되는 것에 관계없이 일정한 값을 설정하자는 차원에서 '명목 목성 질량 상수'(nominal Jovian mass parameter)를 정의했다. 이 상수의 정확한 값은 다음과 같다.
{\displaystyle ({\mathcal {GM}})_{\mathrm {J} }^{\mathrm {N} }=1.266\,8653\times 10^{17}{\text{ m}}^{3}/{\text{s}}^{2}.}
만약 SI 단위로 목성의 질량을 구하고자 하면 GM을 중력 상수 G로 나누어 구할 수 있다.

## 질량 구성물
목성 질량의 대부분은 수소와 헬륨으로 이 두 원소는 행성 전체 질량의 87%를 차지한다. 행성 내부에 수소와 헬륨보다 무거운 원소들의 총질량은 지구질량의 최소 11배 ~ 최대 45배이다. 목성을 이루는 수소 덩어리는 고체 상태이다. 증거에 따르면 목성의 중심부에는 압축된 중심핵이 있으며 만약 그렇다면 핵의 질량은 지구질량의 약 12배를 넘지 않을 것으로 보인다. 고체 수소가 매우 높은 압력에 처하면 어떤 상태로 되는지에 대해 밝혀진 것이 별로 없기 때문에 중심핵의 정확한 질량은 알 수 없다.

## 상대적 질량
| 천체              | 목성질량 / M천체  | M천체 / 목성질량 | 각주       |
| ----------------- | ----------------- | ---------------- | ---------- |
| 태양              | 9.547919(15)×10−4 | 1047.348644(17)  | [ 3 ]      |
| 지구              | 317.82838         | 0.0031463520     | [ 13 ]     |
| 목성              | 1                 | 1                |            |
| 토성              | 3.3397683         | 0.29942197       | [ 주석 1 ] |
| 천왕성            | 21.867552         | 0.045729856      | [ 주석 1 ] |
| 해왕성            | 18.53467          | 0.05395295       | [ 주석 1 ] |
| 글리제 229B       |                   | 21–52.4          | [ 14 ]     |
| 페가수스자리 51 b |                   | 0.472±0.039      | [ 15 ]     |

## 같이 보기
- 뜨거운 목성
- 태양질량
- 지구질량